# Евхаристия
Евхаристията (на гръцки: ευχαριστία, благодарност), известна също като свето причастие, наред с кръщението, е основно тайнство в християнската Църква. Въведено от Сина Божий Иисус Христос по време на Тайната вечеря (Мат. 26:26 – 28), (Лук. 22:19), когато той дава на учениците си хляб и вино, символизиращи тялото и кръвта му.
Евхаристията е основа на църковния и литургичен живот.
Повечето християнски деноминации (православни, католици, древните източни църкви, англикани, лутерани и т.н.) вярват, че Христовото тяло и кръв реално присъстват в причастието. Някои протестантски конфесии (калвинисти, методисти, баптисти, адвентисти и др.) възприемат причастието само като символ.

## Прототипи на евхаристията
От най-дълбока древност хлябът и виното се използват за култови цели от редица народи. От гледна точка на християнството най-важни са практиките на древните евреи, описани в Стария завет. Например Мелхиседек посреща старозаветния патриарх Авраам с хляб и вино (Бит. 14:18). Християнската религия освен това възприема юдейската Пасха като предобраз на причастието.

## Теология и богослужение
Традиционните християнски изповедания вярват, че виното и хлябът се пресъществяват, тоест стават истински тяло и кръв Христови. Пресъществените хляб и вино се наричат свети дарове.
Според обяснението на свети Йоан Дамаскин, прието от Седмия вселенски събор, хлябът и виното не променят материалната си природа, но и не остават обикновени вещества, а тяхната материална същност се свърза с божествената същност на Иисус Христос. Това се случва в определен момент от богослужението, който е и кулминация на литургията, а именно при епиклезата (призоваването на Светия Дух). Първи се причастяват свещениците, извършващи тайнството, а след това останалите вярващи.

## Особености при различните изповедания
В православието и католицизма хлябът и виното, осветени върху олтара от епископ или свещеник по време на литургията, се смятат за истински плът и кръв Христови, макар да запазват външния си вид на хляб и вино. Чрез тях вярващият приема в себе си живота на възкръсналия Господ, победил смъртта и изцелил човешката природа от тлението. По този начин човекът се съединява с Бога, приема Божествените енергии и става способен за възкресение и вечен живот. 
Между православието и католицизма има някои разлики в извършването на ритуала. В православието за причастието се използва квасен хляб (с мая), като и свещениците, и миряните се причастяват с хляба и виното. В католицизма се използва безквасен хляб, свещениците се причастяват с хляба и виното, а миряните се причастяват само с хляба.
Някои протестанти отхвърлят учението за пресъществяването. Според тях Господнята вечеря (приемането на осветените хляб и вино) само възвестява и напомня за Христовата жертва, като прави вярващите съпричастни към нея.